# Orlando Ramírez
Orlando Aliro Ramírez Vera (ur. 7 maja 1943, zm. 26 lipca 2018) – piłkarz chilijski grający podczas kariery na pozycji napastnika.

## Kariera klubowa
Karierę piłkarską Orlando Ramírez rozpoczął w stołecznym Universidad Católica w 1962. Z Universidad Católica zdobył mistrzostwo Chile w 1961. W 1965 przeszedł do lokalnego rywala – Palestino, w którym występował do 1970.

## Kariera reprezentacyjna
W reprezentacji Chile Ramírez zadebiutował 11 listopada 1962 w zremisowanym 1-1 spotkaniu w Copa Carlos Dirttborn z Argentyną.
W 1966 roku został powołany przez selekcjonera Luisa Álamosa do kadry na Mistrzostwa Świata w Anglii. Na Mundialu Ramírez był rezerwowym i nie wystąpił w żadnym meczu.
Ostatni raz w reprezentacji Prieto wystąpił 27 listopada 1968 w przegranym 0-4 meczu w Copa Carlos Dirttborn z Argentyną.
Od 1962 do 1968 roku rozegrał w kadrze narodowej 14 spotkań, w których zdobył 2 bramki.